# Amelia Bloomer
Amelia Bloomer (ur. 27 maja 1818, zm. 30 grudnia 1894) – amerykańska działaczka na rzecz praw kobiet; wspierała ruch trzeźwościowy; dokonała reformy damskiego ubioru, od jej nazwiska pochodzi nazwa luźnej, bufiastej bielizny „bloomers”.

## Wczesne życie

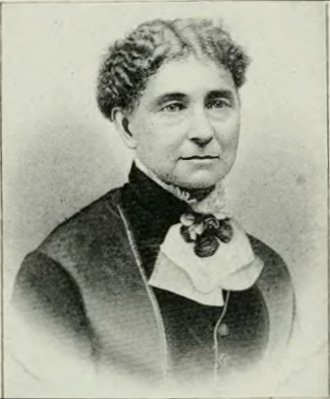
Amelia Bloomer

Amelia Jenks urodziła się w 1818 roku w Homer w stanie Nowy Jork. Pochodziła z ubogiej rodziny, uczęszczała do lokalnej szkoły jedynie przez kilka lat. Po krótkiej pracy w charakterze nauczycielki, w wieku 17 lat, przeprowadziła się do swojej siostry Elwiry, mieszkającej w Waterloo. Po roku przeniosła się do domu rodziny Oren Chamberlain, gdzie pracowała jako guwernantka dla ich trójki dzieci.
W wieku 22 lat, wyszła za mąż za adwokata Dextera Bloomera, który przekonał ją do pisania dla nowojorskiej gazety Seneca Falls County Courier.
Swoją młodość spędziła w hrabstwie Cortland. W 1852 roku przeprowadziła się do Iowa. Zmarła 30 grudnia 1894 roku w Council Bluffs. W kalendarzu świętych Kościoła Episkopalnego jej wspomnienie przypada na 20 lipca, razem z Elizabeth Cady Stanton, Sojourner Truth i Harriet Ross Tubman. Jej dom w Seneca Falls, znany jako Dom Amelii Bloomer, od 1980 roku znajduje się na liście National Register of Historic Places (rejestr zasobów kulturowych Stanów Zjednoczonych).

## Aktywność społeczna
W 1848 roku Bloomer wzięła udział w Zjeździe Kobiet w Seneca Falls, który jest uważany za miejsce narodzin feminizmu w Stanach Zjednoczonych. Rok później przystąpiła do redagowania pierwszej amerykańskiej gazety dla kobiet, The Lily („The Lily: A Ladies Journal to Devoted to Temperance and Literature”), która była publikowana co dwa tygodnie w latach 1849-1853. Z czasem na łamach gazety zaczęły pojawiać się artykuły dotyczące praw kobiet. Bloomer uważała, że pisanie to najlepsza forma walki o reformy, ponieważ kobiety nie były dopuszczane do prowadzenia wykładów i publicznych wystąpień. Początkowo The Lily była dystrybuowana tylko wśród członkiń założonej w 1848 roku Seneca Falls Ladies Temperance Society , ostatecznie jej nakład wynosił ponad 4000 egzemplarzy. W pierwszym okresie gazeta spotkała się z kilkoma trudnościami, przez co entuzjazm do jej tworzenia wśród kobiecej społeczności spadł. Jednak Bloomer czuła się zobowiązana do dalszego publikowania i sama wzięła odpowiedzialność za redagowanie, i wydawanie gazety. Wcześniej na stronie tytułowej widniał podpis „Opublikowane przez komitet kobiet”, który po 1850 roku zmienił się na nazwisko Bloomer. The Lily stała się wzorem dla późniejszych periodyków skupiających się wokół praw wyborczych kobiet.
Bloomer, jako pierwsza kobieta zajmująca się wydawaniem gazet, opisała swoje doświadczenia:
"Jest to niezbędny instrument do rozprzestrzenienia, również za granicą, prawd o nowej ewangelii dla kobiet i nie mogę zaprzestać pracy, którą rozpoczęłam. Nie widzę końca i marzę, dokąd moje propozycje dla społeczeństwa mnie zaprowadzą”.
W swoich publikacjach, Bloomer promowała zmianę stylu ubierania się kobiet, który byłby mniej ograniczający i dawał większą swobodę ruchów:
"Ubranie kobiety powinno być dopasowane do jej chęci i potrzeb. Powinno sprzyjać po pierwsze jej zdrowiu, być komfortowe i użyteczne, a jeśli to nie przeszkadza, podkreślać jej wdzięk i piękno.

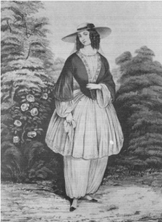
Strój Bloomer

W 1851 roku, Elizabeth Smith Miller (znana jako Libby Miller), stworzyła nowy strój dla kobiet: luźne spodnie zwężane przy kostkach (wzorowane na spodniach noszonych w środkowo-wschodniej i centralnej Azji) przykryte krótkimi sukienkami, spódniczkami i kamizelki. Strój nosiła publicznie aktorka Fanny Kemble. Miller podzieliła się swoim pomysłem ze swoim kuzynem Stantonem, który uznał go za zauważalny, twarzowy i natychmiast go przejął. Odwiedził w takim stroju Bloomer, która sama zaczęła go nosić i promować w swoim magazynie. Artykuły o trendach modowych umieszczane były również w The New York Tribune. Coraz więcej kobiet przejmowało tę modę, która szybko została nazwana The Bloomer Costume lub po prostu Bloomers. Jednak Bloomers stały się przedmiotem bezustannych kpin, były wyśmiewane na ulicach. Sama Amelia zrezygnowała ze swojego ówczesnego stylu twierdząc, że nowy wynalazek, krynolina, jest wystarczającą poprawą i może wrócić do konwencjonalnych sukienek.
Bloomer walczyła o prawa wyborcze kobiet i pisała przez całe swoje życie. Chociaż jest o wiele mniej znana od innych sufrażystek, ma swój znaczący wkład w ruch kobiet – szczególnie w dziedzinie reformy ubioru i ruchu trzeźwościowego. Bloomer przewodniczyła Woman Suffrage Association w Iowie w latach 1871-1873 oraz kampaniom walczącym o prawa kobiet w Nebrasce i Iowie.